# Batalla de Pueblo Viejo
La Batalla de Pueblo Viejo o també coneguda com a Batalla de Tampico va tenir lloc entre el 26 de juliol i l'11 de setembre de 1829 als encontorns d'aquest port situat a la costa del golf de Mèxic, en l'actual estat mexicà de Tamaulipas. En ell es van enfrontar elements de l' l'Exèrcit d'Operacions, sota el comandament dels generals mexicans Antonio López de Santa Anna i Manuel Mier y Terán contra la Divisió d'Avantguarda de l'Exèrcit Reial comandada pel brigadier Isidro Barradas que pretenia ser l'avançada per recuperar Mèxic per a la Corona d'Espanya. El pla de la reduïda divisió era atreure caps militars que simpatitzessin amb l'antic règim per així incrementar la seva força militar, establir un cap de platja i esperar més suports des de l'illa de Cuba.
La primera escaramussa va succeir el 31 de juliol, les tropes espanyoles van aconseguir apoderar-se de Tampico Alto, Pueblo Viejo i el Fortín de la Barra als primers dies d'agost. Els generals Felipe del Garza i Manuel Mier y Terán van tractar d'aturar inútilment l'avenç cap a Altamira. A Veracruz, el general Antonio López de Santa Anna va organitzar un Exèrcit d'Operacions per acudir a la defensa del setge, paral·lelament la Divisió de San Luis Potosí comandada pel general Francisco Valdivieso i el coronel José Velázquez es van posar en marxa cap a la zona envaïda.
La ciutat de Tampico de Tamaulipas va ser presa per les forces espanyoles. El 20 d'agost, Santa Anna va iniciar el contraatac, després del combat es va mantenir un armistici el qual es va allargar fins a setembre. El dia 7, la Divisió de San Luis va arribar a Altamira, comptant amb una força superior, a l'endemà Santa Anna va dirigir un ultimàtum al brigadier Barradas. El combat final va iniciar en el vespre del 10 de setembre i va acabar a les 15:00 h de l'11 de setembre de 1829. Aquest mateix dia es va signar la capitulació de les forces espanyoles, les quals van ser obligades a embarcar-se cap a l'Havana.

## Antecedents
El 27 de setembre de 1821 Mèxic va obtenir la seva independència, a partir d'aleshores diverses conspiracions es van portar a terme per tornar a recuperar l'antiga colònia a favor de Ferran VII. Entre elles la conspiració del pare Joaquín Arenas i l'adhesió de Miguel Barragán al Pla de Montaño els seguidors del qual cridaven Viva la religió, viva España i viva el general Barragán!. Els actes d'hostilitat a mercants espanyols perpetrats pels bergantins mexicans en aigües cubanes -que van desembocar en la batalla de Mariel -, i la llei de expulsió dels espanyols decretada pel govern mexicà, van ser esdeveniments que van impulsar la decisió d'Espanya per envair Mèxic.

## L'expedició

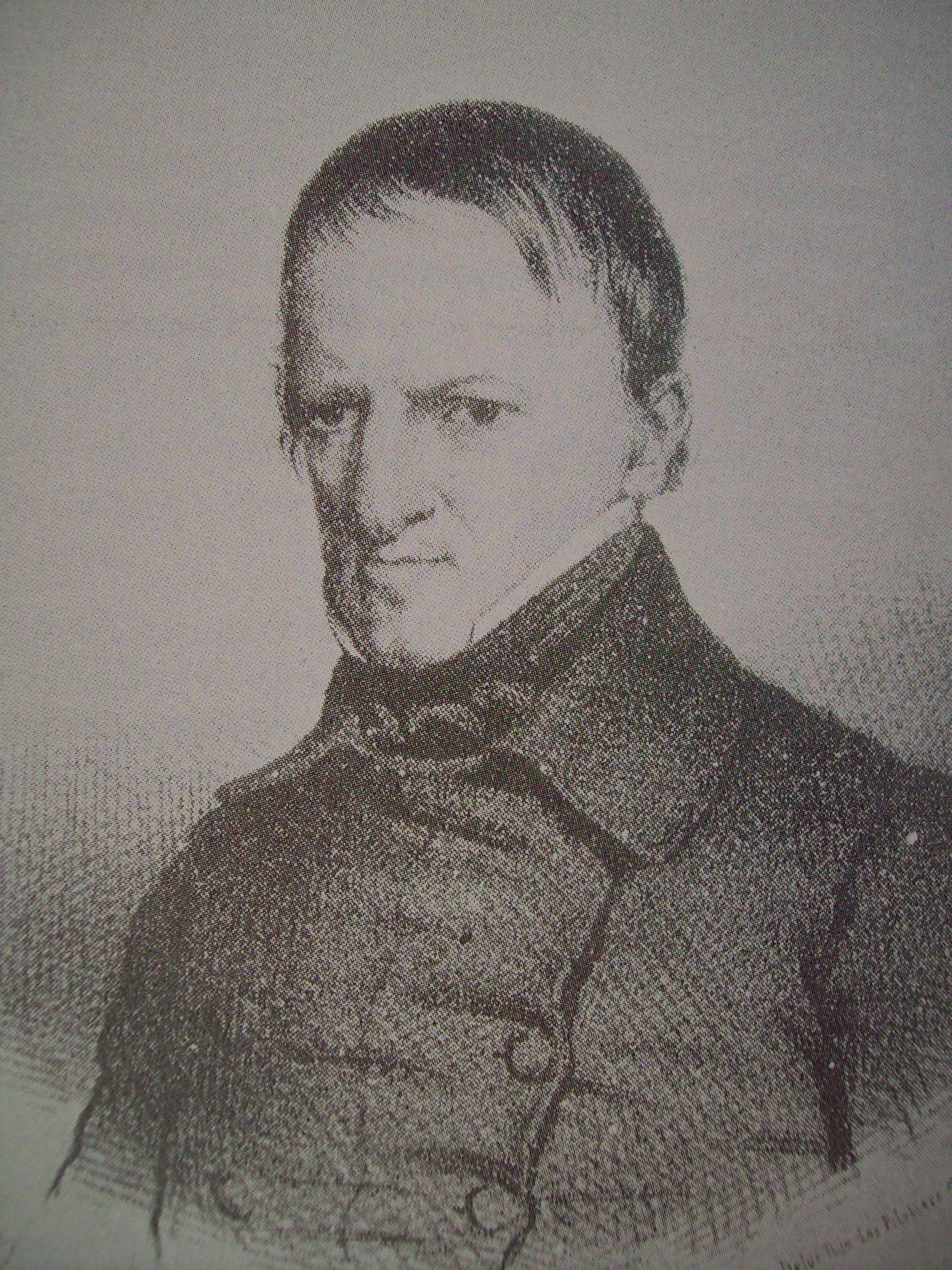
Eugenio de Aviraneta, secretari polític de l'expedición¡ de reconquista.

El 28 d'octubre de 1828, el Consell d'Estat espanyol, seguint els desigs de Ferran VII va prendre la determinació d'iniciar la reconquesta de Mèxic. Es va elaborar un pla, el qual contenia cinc punts: 
- 1) Notificar de forma confidencial al capità general i a l'intendent de l'Havana, Cuba, el pla, confirmant l'encàrrec.
- 2) Tots dos caps, especialment l'intendent, haurien de reunir la quantitat de cent milions de rals per préstec d'els Estats Units o de les rendes de L'Havana, els quals serien pagats per les rendes de la mateixa Havana i de les rendes de Mèxic una vegada reconquistat el territori.
- 3) Notificar a tots dos caps, la impossibilitat de la Metròpoli per finançar l'expedició, així i tot la Corona recolzaria amb tropes, assumint les despeses de transport, manutenció i vestuari amb el mateix fons de cent milions que quedaria a cura del capità general i de l'intendent.
- 4) El pla militar seria preparat en combinació pel rei i el capità general.
- 5) En cas d'èxit, l'arquebisbe de Mèxic, el bisbe d'Oaxaca i d'altres pastors acompanyarien l'expedició per regularitzar el clericat, el qual es trobava en una situació propera al cisma.

El 7 d'abril de 1829 es va emetre la Reial Ordre per autoritzar l'expedició, així mateix es va nomenar el brigadier Isidro Barradas com a comandant. El 2 de juny, el brigadier va desembarcar s L'Havana i es va posar en contacte amb el governador Francesc Dionís Vives i Planes, tots dos van començar a realitzar els preparatius, comptaven amb 3000 infants dels batallons «rei Ferran», «Regna Amàlia» i «Reial Borbó», 300 dragons a peu i 200 artillers, sense canons ni cavalls, perquè el pla era aconseguir-los en terres mexicanes. Així es va conformar la Divisió d'avantguarda de l'Exèrcit Reial.
Eugenio de Aviraneta va ser nomenat ministre de la hisenda militar i secretari polític de l'expedició. Fent-se passar per comerciant, Aviraneta havia estat comissionat regi i informador per al govern d'Espanya, va ser membre de la lògia maçònica escocesa, va viure a Veracruz de 1825 a 1828 fins que se'l va expulsar. Durant la seva estada, va arribar a relacionar-se amb Antonio López de Santa Anna i va escriure articles per al diari El Veracruzano Libre en contra del diari El Mercurio, el qual, era simpatitzant de la lògia maçònica ritu York contrària als espanyols. La seva missió era atreure la causa a comerciants i caps militars mexicans. Com segon va ser nomenat el coronel Miguel Salomón i com cap d'Estat Major el tinent coronel Fulgencio Salas.
El almirall Ángel Laborde va ser designat comandant naval de l'expedició, el 5 de juliol van salpar del port de L'Havana el vaixell Soberano, les  fregates Fidelitat, Restauración i Bingham, 10 bergantíns de guerra —entre ells el Captivo— i 40 goletes mercants, —entre elles la Amalia— Durant el trajecte la flota va ser sorpresa per un fort temporal, a conseqüència d'això la fragata Bingham amb 400 homes a bord es va veure forçada a dirigir-se a Nova Orleans, la resta de la flota va arribar a Cabo Rojo el 26 de juliol.

## Preparatius de la defensa

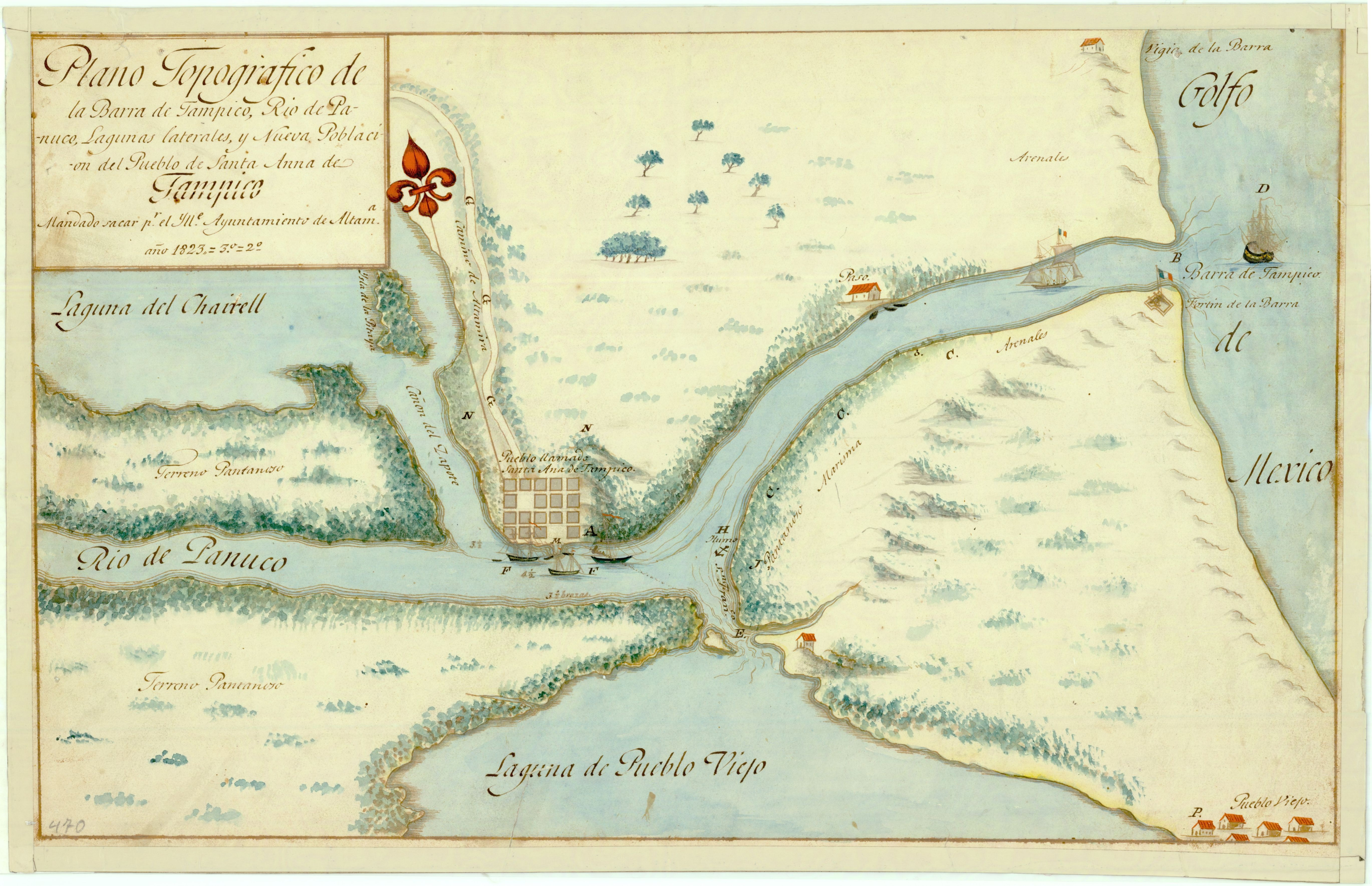
Plànol topogràfic de Tampico.

Des del 8 de gener de 1829, el coronel Feliciano Montenegro -aleshores cònsol mexicà a Nova Orleans- va informar al govern els rumors escoltats a l'Havana sobre una expedició de reconquesta, la qual s'esperava que arribaria a les costes de la península de Yucatán. Des dels primers dies de juliol, el governador de Veracruz, Antonio López de Santa Anna es troba al corrent dels detalls de l'expedició a través dels seus informants de Cuba, va escriure diverses cartes al president Vicente Guerrero sol·licitant recursos extraordinaris per preparar la defensa. Els diaris El Sol, el Correo de la Federación i El Censor van publicar editorials per alertar a la població i exhortar la unió entre els mexicans sense importar la seva filiació política. El 14 de juliol, des de San Francisco de Campeche, Norberto Molina va emetre una proclama al poble del Yucatán per preparar la defensa.
El 2 d'agost, una vegada confirmada la invasió, el secretari de Relacions Exteriors i Interiors, José María Bocanegra, va demanar als governadors dels estats prendre les precaucions necessàries, mentre que el president Vicente Guerrero en una efusiva proclama dirigida a la població va donar l'avís oficial, va sol·licitar voluntaris i al mateix temps va girar instruccions per distribuir les tropes en cinc seccions sota els ordes dels generals Santa Anna, Garza, Herrera, Valdivieso i Velázquez. Les milícies de San Luis Potosí, Zacatecas, Nuevo León, Tamaulipas, Veracruz i Mèxic van respondre a la crida.

## Desenvolupament dels combats

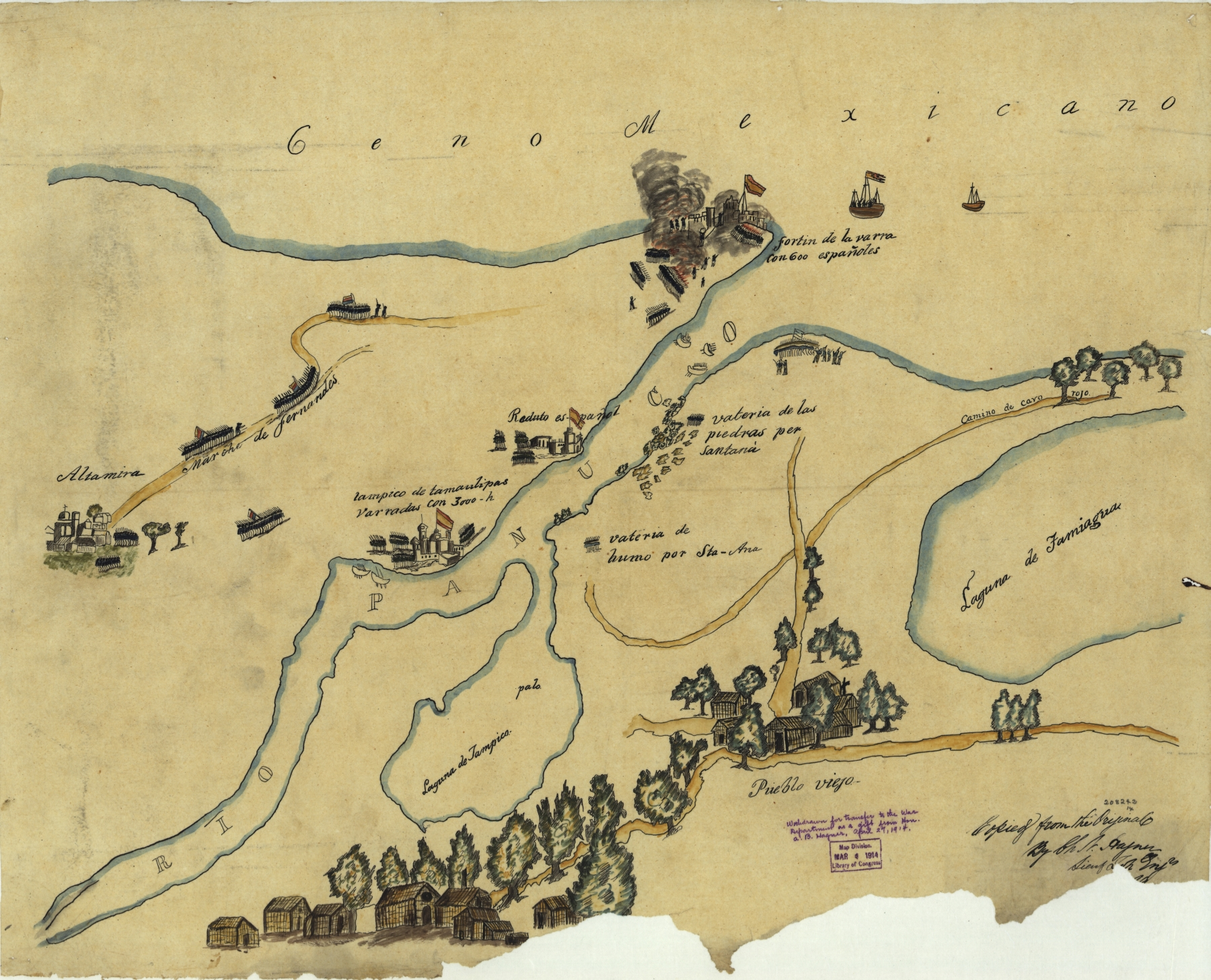
Mapa de l'expedició de Barradas.

El 26 de juliol, les forces espanyoles van arribar a les costes de Cabo Rojo acabat el seu desembarcament fins a la tarda del dia 28 per les condicions adverses del clima. El dia 29 van iniciar el seu avenç cap a Tampico, lloc distant a 80 km del desembarcament, després de dos dies de marxa la primera escaramussa va tenir lloc a La Aguada a les 16:00 h del dia 31. A l'endemà, el capità Ruiz Esparza al comandament de 400 mexicans va afrontar inútilment l'avenç espanyol en el Paso de los Corchos, va ser obligat a replegar-se a Pueblo Viejo de Tampico. Mentrestant el tinent coronel Palacios va disposar un petit contingent de 60 homes per a la defensa del Fortí de la Barra. Els dies 2 i 3 d'agost les tropes espanyoles es van apoderar de Tampico Alto i Pueblo Viejo. El dia 4, pràcticament sense combatre, van prendre el Fortí, la bandera espanyola va onejar al fort mexicà. D'altra banda, les tropes mexicanes es van emplaçar a l'habitatge de la peonada Doña Cecilia i a Las Piedras.
El dia 5, a instàncies del general Barradas, es van suspendre les hostilitats per parlamentar i exposar que la seva missió era de "Paz i concòrdia". A l'endemà el general Felipe del Garza es va entrevistar amb Barradas i Laborde, els qui li van manifestar el seu interès perquè el país tornés al antic règim i que fos governat per l'infant Francesc de Paula de Borbó. Del Garza va contestar que la república no reconeixeria cap senyor, i que la independència es defensaria costés el que costés, acabat l'armistici, Barradas va aconseguir apoderar-se de Tampico de Tamaulipas.
Antonio López de Santa Anna, comandant militar de Veracruz, assabentat del desembarcament espanyol a Tampico es va disposar a la defensa, va ser nomenat general de divisió i general en cap de l'Exèrcit d'Operacions. Va imposar préstecs forçosos per noliejar algunes embarcacions, finalment, el dia 6, va salpar en la goleta Louisiana amb el seu Estat Major, les seves tropes, les quals ascendien a 1000 efectius, es van embarcar als bergantins, goletes i en llanxes, la cavalleria va ser enviada per terra. Els seus oficials van ser els coronels Pedro Lemus, José Antonio Heredia i Juan Soto Ramos, els tinents coronels Somora, Jiménez i Cenobio, i els capitans Juan Andonaegui, Juan Gómez del Cid i José Juan Landero.

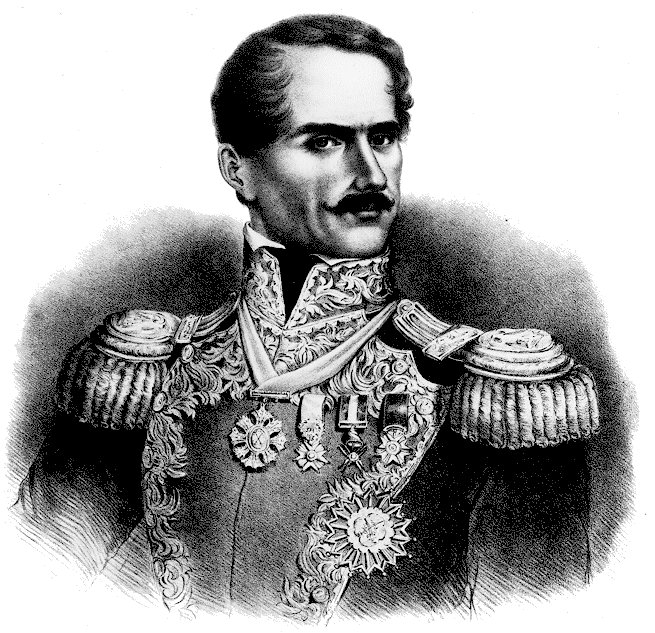
General Antonio López de Santa Anna, cap de l'Exèrcit d'Operacions.

Al mateix temps, des de San Luis Potosí, van partir el coronel Mariano Paredes y Arrillaga sota el comandament del 11è d'infanteria, el coronel Cayetano Montoya amb l'Actiu de Querétaro, el coronel Gayón amb l'Actiu de Guanajuato, els coronels José Joaquín Garata i José Antonio Barragán al comandament dels batallons 1r i 2n de San Luis Potosí respectivament, el coronel inspector José Márquez amb les milícies cíviques de San Luis, el coronel Arley amb el 9è de cavalleria, tots ells sota les ordes del general Zenón Fernández. Al la Vall del Maíz se li van unir el general Francisco Valdivieso i el capità Gabriel Maciel amb les companyies de cavalleria de la Vall de San Francisco. Paral·lelament, des de la Huasteca avançava el coronel José Velázquez. Tota aquesta força militar es va dirigir a Altamira de Tamaulipas.
L'11 d'agost Santa Anna va arribar a Tuxpan, a l'endemà es va dirigir amb les seves tropes cap a Pueblo Viejo. El dia 15, el brigadier Barradas, emulant Hernán Cortés, va ordenar a l'almirall Laborde salpar amb tota la flota que es trobava ancorada en la costa amb rumb a Cuba, la seva intenció era eliminar qualsevol temptació de deserció per part de les seves tropes. L'almirall, comprenent la gravetat d'aquesta decisió, va sol·licitar que s'estengués l'ordre per escrit. Encara que Aviraneta i un coronel van tractar de dissuadir al brigadier, la flota va abandonar les costes mexicanes. El dia 16, 1800 espanyols sota el comandament de Barradas es van dirigir a Altamira a la| recerca de queviures, durant la seva marxa van ser hostilitzats de forma esporàdica pel capità mexicà Domingo Ugartechea, qui va aprofitar les arbredes per exercir aquesta tàctica de desaparèixer amb ajut de la seva cavalleria. El general Manuel Mier y Terán amb un contingent de 200 homes i dues peces d'artilleria va recolzar l'operació. Felipe del Garza va evacuar Altamira i es va retirar cap als estuaris al ranxo del Chocoy. En arribar Barradas a la plaça d'Altamira només va trobar desolació, ja que no hi havia ni gent ni queviures.
El 20 d'agost, Santa Anna va pretendre soprendre als 600 espanyols emplaçats a Tampico. Partint des d'El Humo va embarcar als seus homes en piragües per creuar sigil·losament el riu, però a un milicià civil se li va escapar un tret que provocà un tiroteig entre les mateixes tropes mexicanes. Sense més remei Santa Anna va ordenar l'avançament franc en tres columnes cap a Tampico, el combat es va prolongar fins a les 14:00 h de l'endemà. El coronel Salomón va enarborar la bandera blanca per negociar la rendició. Durant la treva parlamentària, els 1800 homes que comandava Barradas van arribar al lloc del combat. Santa Anna es va trobar en una situació delicada, les seves tropes havien estat envoltades per una força superior, malgrat tot, Barradas amb punt d'honor va respectar la treva i va accedir a l'entrevista. Les forces van acordar regressar a l'estat original del combat, els espanyols es van mantenir a Tampico i els mexicans van tornar a Pueblo Viejo.

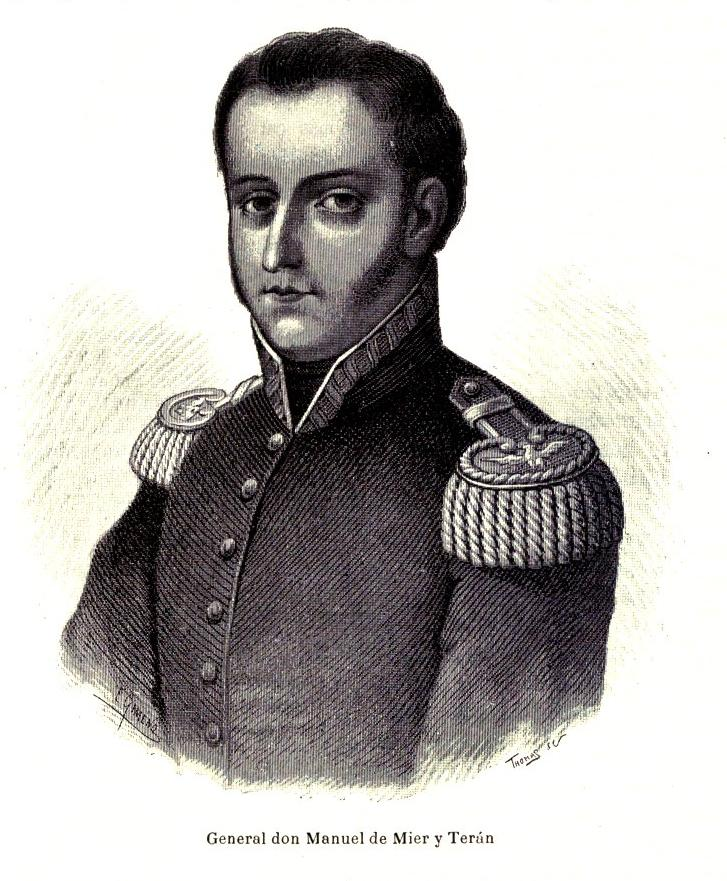
General Manuel Mier y Terán, segon cap de l'Exèrcit d'Operacions.

Del Garza i Mier i Terán es van reunir amb Santa Anna en el riu Pánuco, sumant així una tropa de 1500 homes. El general en cap va ordenar distribuir la seva força a Altamira, El Humo i Las Piedras, va designar a Mier i Terán com segon cap de l'Exèrcit d'Operacions i va enviar a Del Garza a la Ciutat de Mèxic. Mentrestant els espanyols van construir un fortí en la ribera esquerra del riu, la qual seria defensada per 400 homes dirigits pel coronel Luis Vázquez qui a més a més comptava amb quatre peces d'artilleria prèviament capturades. El 25 d'agost, Barradas va enviar una carta a Santa Anna per proposar una reunió a El Humo, a la qual assistiria Aviraneta. La seva resposta va ser negativa, va argumentar que havia rebut ordres recents en les quals el govern li va prescriure només parlamentar en cas de capitulació, així i tot es va oferir a transmetre al president la petició. Aquesta situació donaria un compàs d'espera per donar temps a l'arribada de la Divisió de San Luis Potosí. A l'endemà, Santa Anna va enviar còpies de les cartes al secretari de Guerra i al president, però va recomanar no fer cas a la petició i va sol·licitar recursos.
El 29 d'agost, el president Vicente Guerrero va girar ordres per formar un exèrcit de Reserva, el qual estaria sota el comandament del vicepresident Anastasio Bustamante i José Joaquín de Herrera, aquesta força militar estaria a Xalapa-Enríquez, Córdoba i Orizaba llesta per desplaçar-se en cas necessari. Així mateix es va organitzar la Divisió del Sud sota el comandament del general Isidoro Montes de Oca i es va insistir als estats organitzar les seves milícies cíviques per estar preparats davant de qualsevol eventualitat.
Finalment, el 7 de setembre, va arribar la Divisió de San Luis Potosí a Altamira per sumar una força de 5000 efectius. La plaça va quedar defensada pel general Zenón Fernández amb els cívics de Tamaulipas i amb la major part de les forces que havien arribat. Mier y Terán va avançar amb mil homes i tres peces d'artilleria, la seva força estava conformada pel 11è d'Infanteria sota el comandament del coronel Paredes i Arrillaga, la Companyia de Caçadors del 1r batalló de San Luis sota el comandament del capità José Maria Esparza, la 2a. Companyia de Granaders de Cívics de San Luis comandada pels tinents J. Larumbe i Rafael Manrique de Lara, la 2a. Companyia de Preferència de San Luis sota el comandament del coronel José Márquez i la 2a. Companyia de Tampaulipas. Les tropes mexicanes es van posicionar a la hisenda Doña Cecilia i van instal·lar en la llacuna del Carpintero un campament militar, tallant la comunicació de les forces espanyoles.
El 8 de setembre, Santa Anna va enviar un missatge a Barradas sol·licitant la rendició incondicional donant un ultimàtum de 48 hores. En resposta, Barradas va demanar pas franc per evacuar el país, però Santa Anna no va acceptar la petició argumentat haver rebut ordres específiques de rendició incondicional o lluita a mort. A l'endemà, Barradas va negar la rendició incondicional i amb una tropa afeblida per la febre groga es va disposar al combat, el qual iniciaria en acabar l'armistici pactat. De forma inesperada, un cicló tropical va penetrar en l'àrea al vespre, amb la pluja incessant, el riu Pánuco, es va desbordar negant les fortificacions de tots dos bàndols. El dia 10 va fer-se de dia encara plovent, els cívics mexicans havien desertat per la tempesta, a les 16:00 h Santa Anna va ordenar l'atac amb una columna de 1000 homes dirigida pel tinent coronel Pedro Lemus, les condicions sobre terreny fangós i relliscós van ser molt difícils, la lluita es va prolongar fins l'endemà sense aconseguir prendre el fortí. A les 15:00 h de l'11 de setembre el coronel José Miguel Salomón i el tinent coronel Fulgencio Salas van admetre la rendició, la qual va ser ratificada pel brigadier Barradas.
El saldo del combat va reportar 127 morts i 191 ferits mexicans, entre ells el tinent coronel Acosta, els tinents Tamariz, Mendoza, Moreno y Quintero, Alva y Valdés, el sotstinent Agüeros i el paisà Pablo Arellano. Les tropes espanyoles van reportar 104 morts i 66 ferits.

## Capitulació

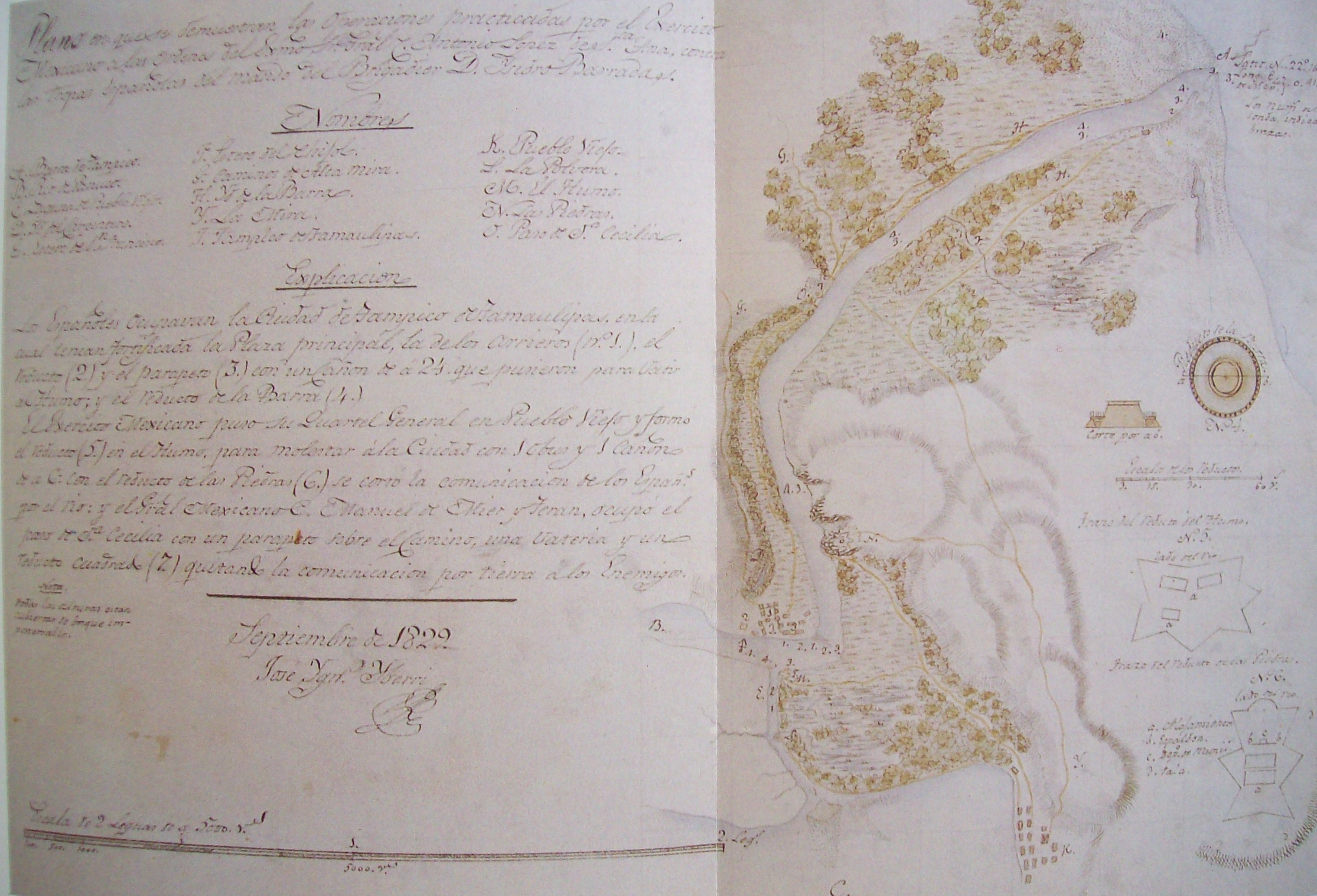
Pla de la batalla de Tampico realitzat pel coronel José Ignacio Iberri.

El dia 11 de setembre, es van reunir a la caserna de Pueblo Viejo de Tampico per part de l'Exèrcit d'Operacions els coronels Pedro Landero, José Ignacio Iberri i José Antonio Mejía; i per part de la Divisió d'Avantguarda el coronel José Miguel Salomón i el tinent coronel Fulgencio Salas per redactar la capitulació, la qual contenia 10 articles, i va ser signada a la Casa Fuerte de Castilla:
1r Les tropes que ocupaven la barra i el fortí lliurarien les seves armes a la divisió mexicana, permetent als oficials espanyols conservar les seves espases.
2n Les tropes que ocupaven Tampico lliurarien armes, banderes i caixes de guerra, d'igual forma els oficials conservarien les seves espases.
3r L'exèrcit mexicà respectaria la vida i propietat privada de la tropa espanyola.
4t La Divisió espanyola es traslladaria a Ciudad Victoria per esperar el seu embarcament a l'Havana.
5è Partirien dos oficials espanyols a l'Havana per sol·licitar el transport.
6è La manutenció i transports seria a càrrec del general espanyol.
7è Malalts i ferits serien tractats a l'hospital de l'exèrcit mexicà però assistits per metges espanyols.
8è Transportació de bagatges i queviures serien a càrrec de la Divisió espanyola.
9è El tinent coronel en cap de la Plana Major de la Divisió espanyola seria l'encarregat de fer complir la capitulació a la seva tropa.
10è L'exèrcit mexicà nomenaria un cap i un oficial d'Estat Major per facilitar provisions i aquarterament a la Divisió espanyola.

Addicionalment, tots els oficials i tropes espanyoles es van comprometre a no tornar a prendre les armes en contra de la República mexicana. El document va ser ratificat per Isidro Barradas i Antonio López de Santa Anna. El 13 de setembre, el brigadier Barradas es va embarcar rumb a Nova Orleans amb l'objectiu d'aconseguir transports i queviures per a la seva tropa, a l'endemà Santa Anna va escriure un informe detallat per enviar-lo al president. El 15 de setembre de 1829, davant la incertesa del resultat de la invasió espanyola, el president Vicente Guerrero va publicar el Decret d'Abolició de l'Esclavitud a Mèxic, el qual va reiterar un dels ideals de la insurrecció durant la guerra d'independència. El dia 20, trobant-se en el teatre de la Ciutat de Mèxic, Vicente Guerrero va rebre l'informe de la victòria de l'exèrcit mexicà, el públic atent a la llotja presidencial va irrompre en aplaudiments i visques a la república. La notícia de la victòria es va publicar en el Butlletí Oficial a l'endemà. Després d'alguns dies de demostracions d'alegria, es va celebrar un ofici solemne a la basílica de Santa Maria de Guadalupe.

## Reaccions i conseqüències
Per a final de 1829, el govern de Ferran VII d'Espanya va planejar una nova i més gran expedició. Lucas Alamán, aleshores ministre de Relacions, va començar a recaptar fons per a la defensa. Tanmateix l'enderrocament del rei Borbó Carles X de França i l'ascens de Lluís Felip I de França, al juliol i agost de 1830, va afectar el règim absolutista espanyol. Per aquest motiu els nous plans van ser ajornats indefinidament.